# اشتباكات الدويمة
اشتباكات الدويمة هي اشتباكات حدودية قصيرة بين المملكة العربية السعودية والجمهورية اليمنية على جزيرة الدويمة في يوليو 1998

## الوضع الحالي
أصبحت جزيرة الدويمة تابعة للسيادة اليمنية في عام 2000 بعد معاهدة جدة بين البلدين .